# Абакумова Марія Василівна
Марі́я Васи́лівна Абаку́мова (рос. Мария Абакумова; нар. 15 січня 1986, Ставрополь, Росія) — російська метальниця спису, національна рекордсменка.
На Олімпійських іграх 2008 року в одній зі спроб зуміла показати результат 70,78 м, таким чином встановивши новий рекорд Росії і Європи, що дало змогу в підсумку посісти росіянці друге місце на турнірі. Однак на тих же змаганнях цей рекорд був перевершений чешкою Барборою Шпотаковою, тож Марія залишилася лише рекордсменкою країни.
На планетарну першість легкоатлетів в 2009 році в Берліні, Абакумова приїхала в ранзі одного з фаворитів, що і підтвердила в кваліфікаційних змаганнях метальниц спису, метнувши снаряд на 68,92 м, легко пройшовши до фіналу. Але в самому фіналі, що відбувався через два дні після кваліфікації, Марія продемонструвала результат майже на три метри гірший (66,06), ніж у попередніх змаганнях і таким чином посіла лише третє місце.
На Олімпійських іграх 2012 року в Лондоні посіла лише десяте місце.
13 вересня 2016 року стало відомо, що Міжнародний олімпійський комітет виніс рішення по чотирьом російським спортсменам, допінг-проби яких дали позитивний результат в ході перевірки аналізів літніх Олімпіад 2008 і 2012 років, і позбавив збірну Росії ще двох медалей Ігор у Пекіні. Серед них була і Марія Абакумова. В результаті вона має повернути срібло Ігор-2008, її медаль перейде німкені Крістіні Оберґфелль, а бронзу отримає британка Голді Сеєрс.

## Особисті рекорди
| Метання спису | Дата            | Місто            | Результат (м) |
| ------------- | --------------- | ---------------- | ------------- |
| Просто неба   | 21 серпня, 2008 | Пекін, Китай     | 70,78 м       |
| В приміщенні  | 17 січня, 2009  | Краснодар, Росія | 62,10 м       |